# Johnnie Parsons
Johnnie Parsons (ur. 4 lipca 1918, zm. 8 września 1984) – amerykański kierowca wyścigowy. Zwycięzca wyścigu Indianapolis 500 w 1950 roku.
Parsons rozpoczął ściganie od wyścigów samochodów typu midget. W 1942 roku zdobył tytuł mistrzowski serii United Midget Association. W 1949 roku wystartował po raz pierwszy w wyścigu Indianapolis 500, który wygrał w roku następnym.
Jego starty w Indianapolis 500 przypadły na okres gdy wyścig ten był zaliczany do klasyfikacji Mistrzostw Świata Formuły 1, w związku z czym Parsons ma w statystykach Formuły 1 zapisane dziewięć startów, jedno zwycięstwo, jedno najszybsze okrążenie i 12 zdobytych punktów.

## Starty w Indianapolis 500
| Rok  | Nadwozie     | Silnik      | Start | Wynik | Uwagi                 |
| ---- | ------------ | ----------- | ----- | ----- | --------------------- |
| 1949 | Kurtis Kraft | Offenhauser | 12    | 2     |                       |
| 1950 | Kurtis Kraft | Offenhauser | 5     | 1     |                       |
| 1951 | Kurtis Kraft | Offenhauser | 8     | 21    | Awaria magneto        |
| 1952 | Kurtis Kraft | Offenhauser | 31    | 10    |                       |
| 1953 | Kurtis Kraft | Offenhauser | 8     | 26    | Awaria wału korbowego |
| 1954 | Kurtis Kraft | Offenhauser | 15    | 32    | Awaria silnika        |
| 1955 | Kurtis Kraft | Offenhauser | 27    | 21    | Awaria magneto        |
| 1956 | Kuzma        | Offenhauser | 6     | 4     |                       |
| 1957 | Kurtis Kraft | Offenhauser | 17    | 16    |                       |
| 1958 | Kurtis Kraft | Offenhauser | 6     | 12    |                       |